# آلدو مورو
آلدو مورو (به ایتالیایی: Aldo Moro) (زاده ۲۳ سپتامبر ۱۹۱۶ – درگذشته ۹ مه ۱۹۷۸)، نخست‌وزیر سابق ایتالیا و رئیس حزب دموکرات مسیحی ایتالیا بود. وی ۵ دوره نخست‌وزیر ایتالیا بوده‌است. مورو از سال ۱۹۴۶ وارد فعالیت‌های سیاسی شد. مورو در ۱۶ مارس ۱۹۷۸ در یک درگیری خیابانی در رم ربوده شد. ربایندگان وی، اعضای بریگاد سرخ بودند. پس از ۵۴ روز اسارت، جسد تیرباران شده‌ی او ، در صندوق عقب ماشینی که در مرکز رم بود ، پیدا شد.
وی مانع قدرت گرفتن نیروهای چپ در ایتالیا شده‌بود. وی به ورود ایتالیا به ناتو کمک کرد. پس از مرگ وی حزب دموکرات مسیحی ایتالیا رو به ضعف نهاد.
با آغاز دهه ۱۹۹۰ میلادی و در پی افشای شبکه سری گلادیو که توسط سازمان اطلاعاتی آمریکا و انگلیس تشکیل و کنترل می‌شد، روزنامه‌نگاران کشف کردند که گلادیو از راست‌گرایان افراطی و اعضای مافیا برای خرابکاری به‌ نام چپ‌گراها استفاده کرده و بسیاری از اقدامات تروریستی بریگاد سرخ (گروه چپ‌گرای معروف ایتالیا) که مهمترین آن ربودن و قتل آلدو مورو بود، در واقع عملیات نفوذی‌های شبکه گلادیو در گروه بریگاد سرخ بوده‌است.